# Хардинг (лунный кратер)
Кратер Хардинг (лат. Harding) — крупный ударный кратер в северной части Океана Бурь на видимой стороне Луны. Название присвоено в честь немецкого астронома Карла Людвига Хардинга (1765—1834) и утверждено Международным астрономическим союзом в 1935 г.

## Описание кратера

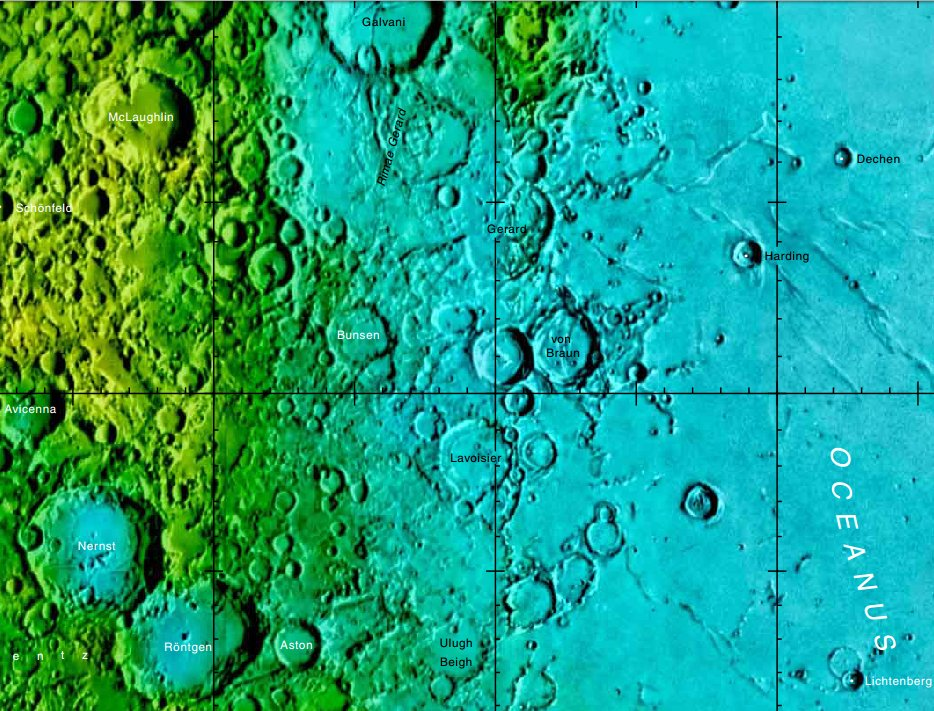
Окрестности кратера Хардинг. Фрагмент карты видимой стороны Луны.

Ближайшими соседями кратера Хардинг являются кратер Жерар на западе; кратер Дехен на северо-востоке и кратер Фон Браун на западе-юго-западе. Селенографические координаты центра кратера 43°32′ с. ш. 71°40′ з. д. / 43,54° с. ш. 71,66° з. д., диаметр 22,6 км, глубина 2100 м.
Кратер Хардинг имеет близкую к циркулярной форму с небольшими выступами в юго-восточной и западной части и практически не разрушен, окружен областью выброшенных при образовании кратера пород с высоким альбедо. Вал узкий, с четкими очертаниями. Внутренний склон гладкий, с осыпями пород у подножия. Высота вала над окружающей местностью достигает 810 м, объем кратера составляет приблизительно 300 км³. Дно чаши пересеченное, в центре чаши расположен небольшой хребет.

## Сателлитные кратеры
| Хардинг | Координаты                                            | Диаметр, км |
| ------- | ----------------------------------------------------- | ----------- |
| A       | 40°23′ с. ш. 75°28′ з. д. / 40,39° с. ш. 75,47° з. д. | 14,5        |
| B       | 41°49′ с. ш. 76°25′ з. д. / 41,81° с. ш. 76,41° з. д. | 16,7        |
| C       | 42°23′ с. ш. 74°45′ з. д. / 42,39° с. ш. 74,75° з. д. | 8,5         |
| D       | 42°51′ с. ш. 67°38′ з. д. / 42,85° с. ш. 67,64° з. д. | 6,3         |
| H       | 40°45′ с. ш. 64°25′ з. д. / 40,75° с. ш. 64,42° з. д. | 5,5         |

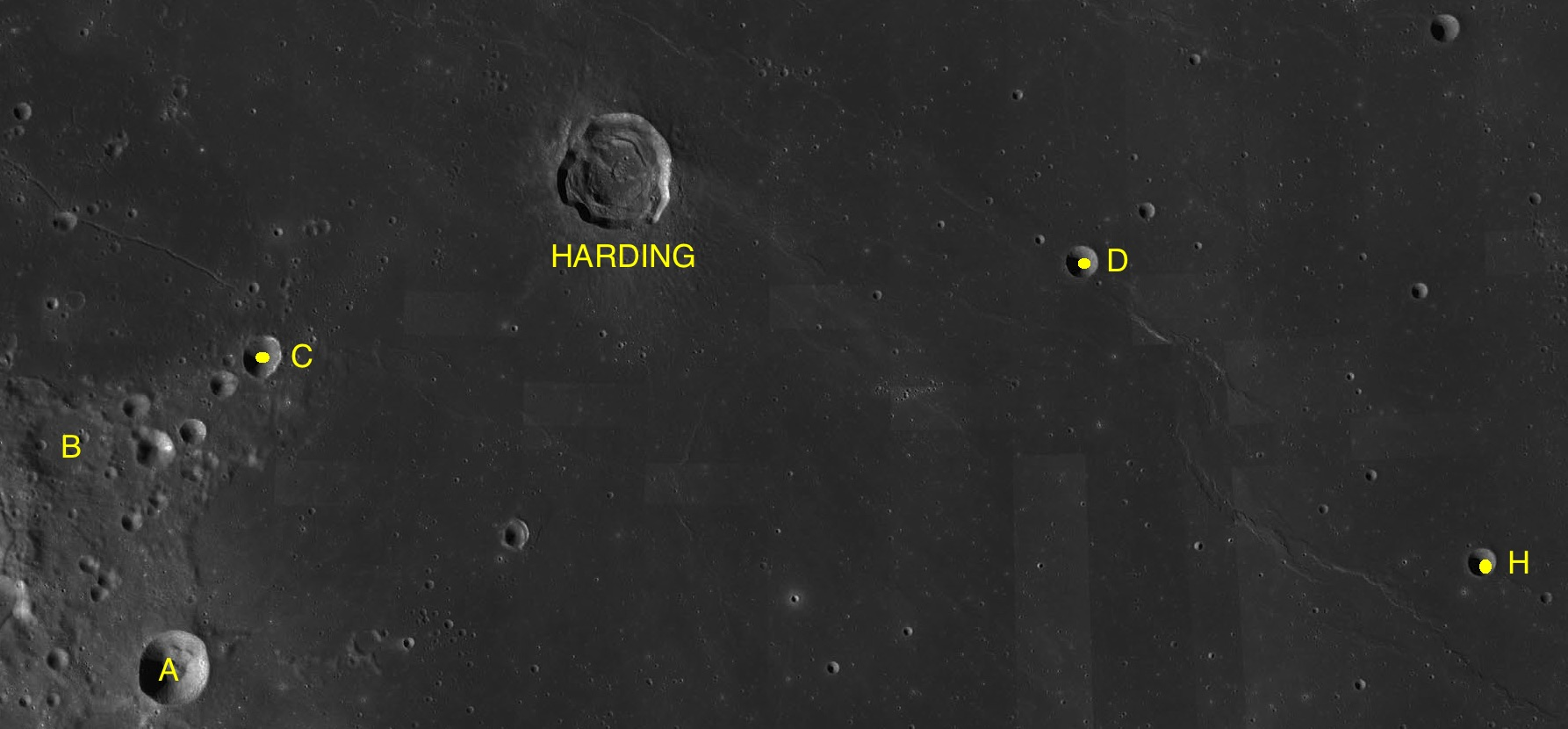
Фрагмент карты LAC-22.

- Сателлитный кратер Хардинг A включен в список кратеров с яркой системой лучей Ассоциации лунной и планетарной астрономии (ALPO)[6].

## См.также
- Список кратеров на Луне
- Лунный кратер
- Морфологический каталог кратеров Луны
- Планетная номенклатура
- Селенография
- Минералогия Луны
- Геология Луны
- Поздняя тяжёлая бомбардировка